# 22909 Gongmyunglee
22909 Gongmyunglee este un asteroid din centura principală de asteroizi.

## Descriere
22909 Gongmyunglee este un asteroid din centura principală de asteroizi. A fost descoperit pe 4 octombrie 1999 la Socorro, New Mexico, în cadrul proiectului LINEAR. Asteroidul prezintă o orbită caracterizată de o semiaxă mare de 2,64 ua, o excentricitate de 0,04 și o înclinație de 2,2° în raport cu ecliptica.